# إيليا دورو موالا
إيليا دورو موالا (ولد في 20 يناير 1960م في قرية ساساموجا، شويسول - 16 فبراير 2021) وهو سياسي في جزر سليمان.
بعد دراسته في المدرسة الثانوية عمل محاسباً.
وقد بدأت حياته المهنية في السياسة الوطنية عندما تم انتخابه في برلمان جزر سليمان كعضو في انتخابات جنوب تشويسول في الانتخابات العامة التي جرت في آب/أغسطس 2010م، حيث كان عضواً في الحزب الوطني، ثم عُيّن وزيراً للتجارة والصناعة والعمل والهجرة في حكومة رئيس الوزراء داني فيليب. وعندما حل غوردون دارسي ليلو محل فيليب كرئيس للوزراء في نوفمبر عام 2011م، احتفظ موالا بمنصبه في الحكومة.